# Archeopark Pavlov
Archeopark Pavlov je archeologické muzeum v obci Pavlov, spravované Regionálním muzeem v Mikulově. Bylo vybudováno na svazích Pavlovských vrchů, na místě archeologického naleziště gravettienské kultury z období mladého paleolitu.
Ideový záměr muzea vznikl v roce 2003, otevřeno veřejnosti bylo v roce 2016. Autorem výstavního areálu byla Architektonická kancelář Radko Květ v čele s architekty Radko Květem a Pavlem Pijáčkem. Budova je skrytá pod zemí a na povrch čnějí pouze bílé betonové světlíky, které mají navodit dojem bílých vápencových skal typických pro Pálavu.

## Muzeum
Pavlovský archeopark se soustředí na kulturu „lovců mamutů“, tedy Homo sapiens období Gravettienu z doby před cca 30 tisíci lety. V expozici jsou prezentovány zejména kamenné a kostěné artefakty každodenního života, obřadní předměty (venuše a figurky lovných zvířat) a také kosterní pozůstatky – nachází se zde například replika trojhrobu z Dolních Věstonic nebo odkrytý úsek naleziště zvířecích kostí in situ, tzv. skládka mamutích kostí, odkrytá v průběhu stavby objektu muzea. Expozice představuje také doklady o raných fázích používání technologií tkaní látek, výroby keramiky či broušení kamene.
Kromě stálé expozice organizuje muzeum každoročně také množství doprovodných akcí, workshopů a krátkodobých výstav, součástí objektu je také odborná knihovna s archeologickým zaměřením, umožňující prezenční studium.

## Ocenění
- Stavba roku 2016[6]
- Stavba Jihomoravského kraje roku 2016[7]
- Gloria musaealis: kategorie Muzejní počin roku 2016 (2. místo)[8]
- CEMEX Building Award 2017, 1. místo v kategorii Collective Space[9]
- Česká cena za architekturu 2017: Hlavní cena a Mimořádná cena Agentury ochrany přírody a krajiny ČR[2]
- BIGSEE Architecture Award 2019 – Grand Prix[10]